# Hydrofil
Hydrofil betyder ungefär "vattenälskande", och är till exempel en molekyl eller ett protein som gärna löser sig i vatten. Exempel på hydrofiler är de kemiska alkoholerna. Motsatsen till hydrofil är hydrofob. De flesta biokemiska ämnena är vattenlösliga, hydrofila. Hygroskoper attraheras av vatten, men löses inte upp av vatten.

## Molekyler
En hydrofil molekyl eller del av en molekyl är en vars interaktioner med vatten och andra polära ämnen är mer termodynamiskt gynnsamma än deras interaktioner med olja eller andra hydrofoba lösningsmedel. De är vanligtvis laddningspolariserade och kan binda väte. Detta gör dessa molekyler lösliga inte bara i vatten utan även i andra polära lösningsmedel.
Hydrofila molekyler (och delar av molekyler) kan jämföras med hydrofoba molekyler (och delar av molekyler). I vissa fall förekommer både hydrofila och hydrofoba egenskaper i en enda molekyl. Ett exempel på dessa amfifila molekyler är lipiderna som utgör cellmembranet. Ett annat exempel är tvål, som har ett hydrofilt huvud och en hydrofob svans, vilket gör att den kan lösas upp i både vatten och olja.
Hydrofila och hydrofoba molekyler är också kända som polära molekyler respektive opolära molekyler. Vissa hydrofila ämnen löser sig inte. Denna typ av blandning kallas en kolloid.
En ungefärlig tumregel för hydrofilicitet hos organiska föreningar är att en molekyls löslighet i vatten är mer än 1 massprocent om det finns minst en neutral hydrofil grupp per 5 kol, eller minst en elektriskt laddad hydrofil grupp per 7 kol.
Hydrofila ämnen (ex: salter) kan verka locka vatten ur luften. Socker är också hydrofilt, och som salt används ibland för att dra vatten ur mat. Socker stänkt på skuren frukt kommer att "dra ut vattnet" genom hydrofili, vilket gör frukten mosig och blöt, som i ett vanligt recept på jordgubbskompott .

## Kemikalier
Flytande hydrofila kemikalier komplexbundna med fasta kemikalier kan användas för att optimera lösligheten av hydrofoba kemikalier.

### Flytande kemikalier
Exempel på hydrofila vätskor är ammoniak, alkoholer, vissa amider som urea och vissa karboxylsyror som ättiksyra.

#### Alkoholer
Hydroxylgrupper (-OH), som finns i alkoholer, är polära och därför hydrofila (gillar vatten) men deras kolkedjedel är opolär vilket gör dem hydrofoba. Molekylen blir allt mer överlag mer opolär och därför mindre löslig i det polära vattnet när kolkedjan blir längre. Metanol har den kortaste kolkedjan av alla alkoholer (en kolatom) följt av etanol (två kolatomer) och 1-propanol tillsammans med dess isomer 2-propanol, alla är blandbara med vatten. Tert-butylalkohol, med fyra kolatomer, är den enda bland dess isomerer som är blandbar med vatten.

### Fasta kemikalier

#### Cyklodextriner
Cyklodextriner används för att göra farmaceutiska lösningar genom att fånga hydrofoba molekyler som gästvärdar. Eftersom inklusionsföreningar av cyklodextriner med hydrofoba molekyler kan penetrera kroppsvävnader, kan dessa användas för att frisätta biologiskt aktiva föreningar under specifika förhållanden. Till exempel är testosteron komplexbundet med hydroxi-propyl-beta-cyklodextrin (HPBCD), 95 procent absorption av testosteron uppnåddes på 20 minuter via sublingual väg men HPBCD absorberades inte, medan hydrofobt testosteron vanligtvis absorberas mindre än 40 procent via den sublinguala vägen.

## Användning
Hydrofil membranfiltrering används i flera industrier för att filtrera olika vätskor. Dessa hydrofila filter används inom de medicinska, industriella och biokemiska områdena för att filtrera element som bakterier, virus, proteiner, partiklar, läkemedel och andra föroreningar. Vanliga hydrofila molekyler inkluderar kolloider, bomull och cellulosa (som bomull består av).
Till skillnad från andra membran kräver hydrofila membran inte förvätning: de kan filtrera vätskor i torrt tillstånd. Även om de flesta används i lågvärmefiltreringsprocesser, används många nya hydrofila membrantyger för att filtrera heta vätskor och vätskor.